# Julieta Gómez Paz
Julieta Gómez Paz (Buenos Aires, Argentina, 1909-1995) fue una poetisa, ensayista, crítica literaria, traductora y conferencista.

## Proyección universal
Profesora de Filosofía en la Universidad de Buenos Aires, se ha convertido en una figura de referencia obligada para los estudiosos de la literatura hispanoamericana en general, y de la obra de escritoras en particular. Especialmente, destaca su contribución, como investigadora y crítica literaria, a la obra de Alfonsina Storni, María Elena Walsh, Olga Orozco, Alejandra Pizarnik, Rosalía de Castro y Elizabeth Barret Browning. 
Fue colaboradora de La Prensa de Buenos Aires, la revista Ínsula de Madrid, y diversos periódicos y revistas de América. Dictó conferencias en Bélgica, Holanda, Suiza y España.

## Panorámica vital y relación con Galicia
Julieta Gómez Paz fue hija de María de los Ángeles Vázquez, de origen gallego y emigrada a Argentina, donde casó con uno de los fundadores del Centro Gallego de Buenos Aires. En este mismo Centro , en el Centro Galicia, en el Orensano, en el Ateneo Cultural de la Casa de Ribadumia, en el Instituto Argentino de Cultura Hispánica, Club Español, Asociación Patriótica española y otras instituciones, habló sobre la poesía gallega y dictó cursos.
Participó en el acto académico en la Facultad de Filosofía y Letras de Buenos Aires, en ocasión de celebrarse el Primer Congreso de la Emigración gallega en 1956 y en diversos homenajes a Castelao en 1986. 

## Obra
La siguiente es una lista no exhaustiva de las obras de Julieta Gómez Paz:
Poesía
- Versos míos, 1934
- Canciones de tierra y sol, 1940
- Llanura, 1941
- Galicia en el atardecer, Ed. del Instituto Argentino de Cultura gallega, Buenos Aires, 1972
- Jardín de espera. Ed. Vinciguerra, Buenos Aires, 1990.

Ensayo
- Leyendo a Alfonsina Storni, Editorial Losada, 1966. Premio del Fondo Nacional de las Artes y Sociedad Argentina de Escritores
- El poema y su mundo, Ed. Losada, 1968. Tercer Premio Municipal de la Ciudad de Buenos Aires.
- Cuatro actitudes poéticas. Ed. Conjunta 1977. Tercer Premio Nacional
- La luz de otras tierras (El libro en su paisaje). Editorial Losada 1977
- Poetas argentinos contemporáneos, Premio Municipal 1984
- Galicia y la poesía, Ediciós do Castro, La Coruña, 1988.
- Rubén Darío, la boca dulce , 1968.[2]

Literatura infantil
- El niño de la Luna. Buenos Aires: Ed. Magisterio del Río de la Plata, 1987

Traducción
- Sonetos del portugués, de Elizabeth Barret Browning. Colección Adonais, Ed. Rialp, Madrid, 1954
- Julian Sorell Huxley, The Individual in the Animal Kingdom. El individuo en el reino animal. Buenos Aires: Pleamar, 1945. Trad. de Julieta Gómez Paz y Teodora Efrón.
- W. R. Sorley: Historia de la filosofía inglesa. (A History of English Philosophy), traducción de Teodora Efrón y Julieta Gómez Paz, Buenos Aires, Losada, 1951.

Artículos de revistas
- Imagen única de León Felipe

(En Insula: revista de letras y ciencias humanas, ISSN 0020-4536, N.º 452-453, 1984, pag. 10)
- La obra narrativa de Jorgelina Loubet

(En Insula: revista de letras y ciencias humanas, ISSN 0020-4536, N.º 430, 1982, pag. 15)
- Juan Ramón Jiménez en Buenos Aires (En Insula: revista de letras y ciencias humanas, ISSN 0020-4536, N.º 419, 1981, pag. 3)
- Pablo Neruda, poeta realista.

(En Negro sobre Blanco, n. 2, Buenos Aires, junio de 1956.)